# Fleisheim
Fleisheim ist eine französische Gemeinde mit 138 Einwohnern (Stand 1. Januar 2022) im Département Moselle in der Region Grand Est (bis 2015 Lothringen). Sie gehört zum Arrondissement Sarrebourg-Château-Salins.

## Geografie
Die Gemeinde Fleisheim liegt etwa zehn Kilometer nordöstlich von Sarrebourg auf einer Höhe zwischen 278 und 334 m über dem Meeresspiegel. Das Gemeindegebiet umfasst 4,15 km².

## Geschichte
Fleisheim gehört zu den ganz wenigen Orten, die trotz der fränkischen Endung erst in der Neuzeit entstanden sind. Mittelalterliche Urkunden sind bis heute nicht gefunden worden. Das Dorf soll laut französischer Geschichtsschreibung von 1629 bis 1660 zum Fürstentum Lixheim gehört haben. Der Ortsname soll erst im 18. Jahrhundert gebildet worden sein. Hier könnten  – nachdem auch fast alle Bewohner der Nachbarorte von der Pest dahingerafft worden waren – (fleißige?) protestantische Familien aus dem Westen Frankreichs angesiedelt worden sein. Das Dorf kam 1766 zu Frankreich, gehörte von 1871 bis 1918 zum Deutschen Reich und seit 1919 wieder zu Frankreich.
Die Bienen im Wappen symbolisieren den „Fleiß“, von dem sich der Ortsname abzuleiten scheint, der Rost ist das Attribut des Heiligen Laurentius, des Schutzpatrons der örtlichen Kirche.

## Sehenswürdigkeiten
- Katholische Kirche St. Laurentius mit Replik einer Lourdesgrotte
- Kreuzigungsgruppe auf dem Friedhof

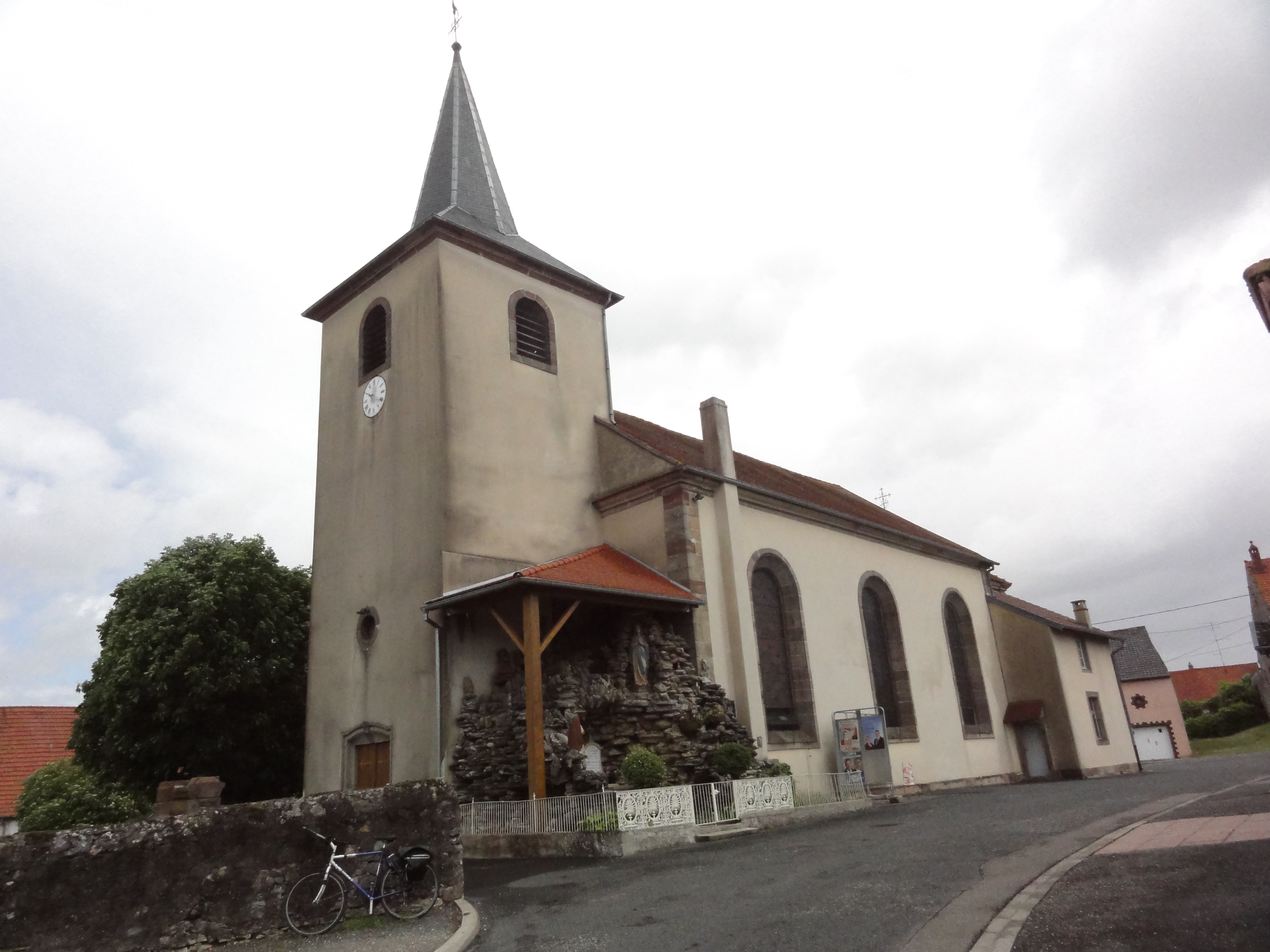
Katholische Kirche St. Laurentius
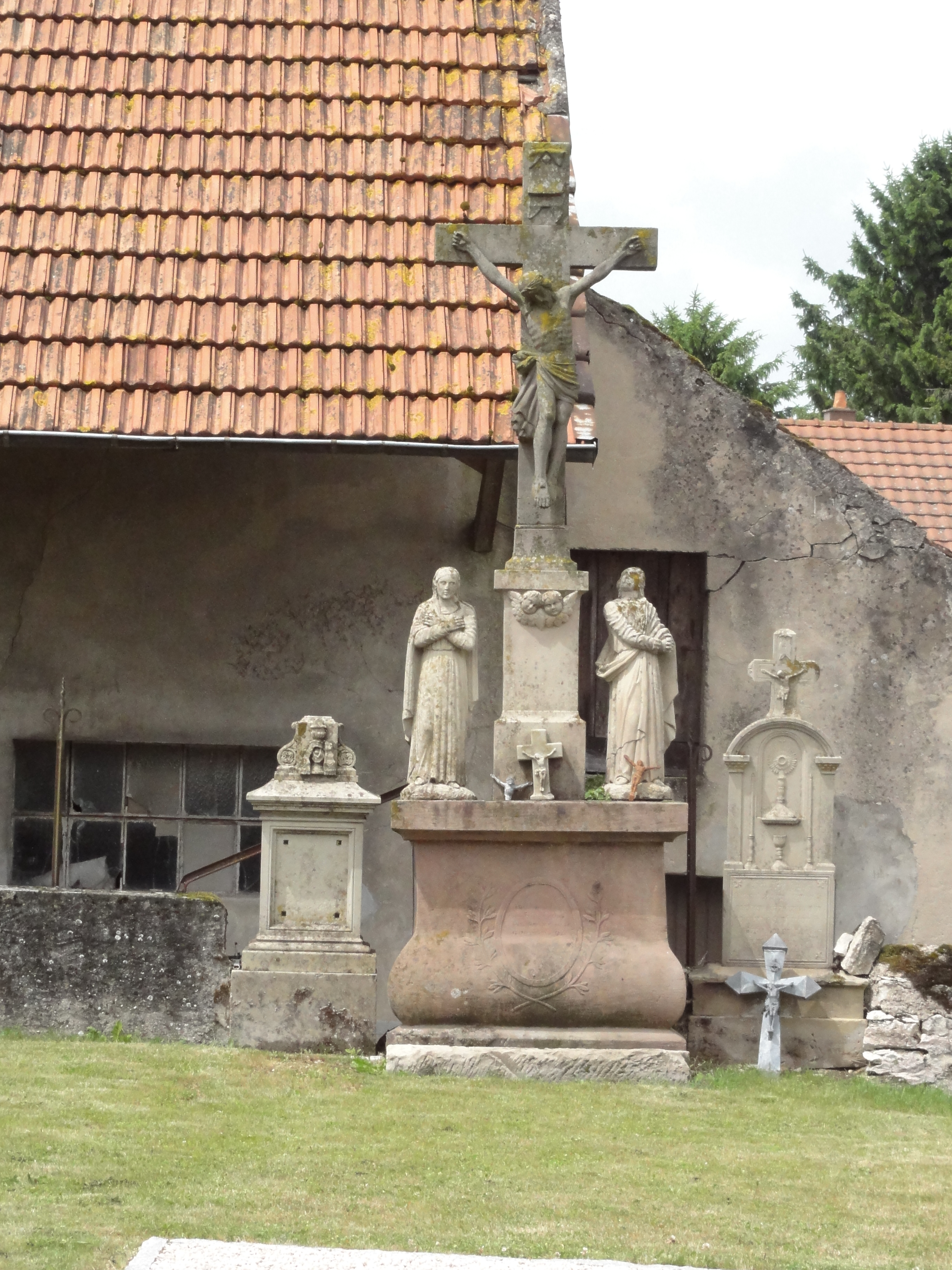
Kreuzigungsgruppe auf dem Friedhof

### Bevölkerungsentwicklung
| Jahr      | 1962 | 1968 | 1975 | 1982 | 1990 | 1999 | 2007 | 2019 |
| Einwohner | 135  | 135  | 121  | 101  | 101  | 124  | 114  | 144  |

## Belege
1. ↑  Wappenbeschreibung auf genealogie-lorraine.fr (französisch)